# Gleichnis des Buddha vom brennenden Haus
Das Gleichnis des Buddha vom brennenden Haus ist ein Gedicht von Bertolt Brecht. Es wurde in den Svendborger Gedichten veröffentlicht. Quelle ist der Legendenroman Der Pilger Kamanita des dänischen Schriftstellers Karl Gjellerup.

## Entstehung
Das Gedicht entstand 1937 für die Sammlung Gedichte im Exil, während Brecht sich im Exil in Svendborg (Dänemark) aufhielt. Es wurde zum ersten Mal Mitte 1939 in den Svendborger Gedichten veröffentlicht. Während Brechts Schaffen an der Sammlung trug sie den Namen Gedichte im Exil. Die Sammlung wurde von Wieland Herzfelde publiziert, nach Brechts erfolgreicher Aufführung von Furcht und Elend des Dritten Reiches. 1938 sagte Brecht: „Du kannst mir jetzt die entscheidende Position verschaffen, die ich in der Emigrantenliteratur bisher nicht habe. Und Du kannst gleichzeitig den Verlag [Malik] zum dominierenden machen.“

## Inhalt
Das Gedicht erzählt von Buddha Siddharta Gautama, der die Lehre vom Rad der Gier erklärt und vom Nirwana lehrt. Dann fragen einige seiner Schüler nach dem Nirwana und dessen existenzieller Bedeutung sowie nach der Auslegung dieser Prinzipien auf ihr Leben. Sie fragen den Buddha, wie ihr Weg zu leben nichts sei. Denn sie alle wollen ihm folgen, aber verstehen nicht gänzlich alles, was der Buddha sie lehrt. Der Buddha denkt ein wenig darüber nach und antwortet dann mit den Worten: „Keine Antwort ist auf eure Frage.“ Doch später wendet sich der Buddha an seine anderen Schüler, die nicht gefragt hatten, und er stellte ihnen sein Gleichnis vor. Der Buddha erzählt, wie er neulich ein Haus sah, dessen Dach in Flammen stand. Er rannte zum Haus und bemerkte, dass noch Menschen darin waren, also trat er ein und wollte die Leute warnen. Doch statt ihm zuzuhören, fanden die Menschen es viel wichtiger, dem Buddha allerlei Fragen zu stellen, z. B. wie denn das Wetter sei und ob es ein weiteres Haus gebe, in das sie dann gehen könnten. Dies alles geschieht, während das Haus mehr und mehr von den Flammen eingeschlossen wird. Der Buddha beschließt nun, die unwichtigen Fragen nicht zu beantworten, und verlässt das Haus. Er weiß, dass sie erst lernen werden, wenn sie einmal verbrannt sind. Dies ist die Geschichte, die der Buddha seinen Schülern erzählt. Im letzten Teil bringt Brecht einen persönlichen Kommentar ein. Er kritisiert, wie blind und gleichgültig die Menschheit heutzutage ist, und beschreibt diese Blindheit als große Gefahr, die zum größten aller Übel, dem Krieg, führt.

## Form
Obwohl das Gleichnis des Buddha vom brennenden Haus ein Gedicht ist, trägt es keine Reime, wie bei Gedichten sonst üblich, in sich. Die Zeilenlängen sind ebenfalls stark unterschiedlich. Des Weiteren existiert keine klare Vers- oder Strophentrennung, außerdem ist kein eindeutiges Versmaß zu finden.

## Interpretation

### Das Fragen
Das Motiv des Fragenden kommt in mehreren Inkarnationen vor, zum einen als die fragenden Schüler des Buddha, die ihn nach dem Sinn der Existenz befragen. Die im Gleichnis beschriebenen Personen sind sehr auf ihre Fragen fokussiert. Doch die zwei Fälle haben verschiedene Bedeutungen. Die Schüler sind einfach die moderne Generation, die alles verstehen will, obwohl ein erfahrener und weiser Mensch akzeptieren würde, dass es Fragen ohne Antworten gibt, und der Sinn der Existenz ist eine solche Frage.

### Die Verleugnung
Die Menschen, die sich im brennenden Haus aufhalten, missbrauchen die Fragen als eine Ablenkung, um sich von der direkten Gefahr des Feuers abzulenken. Dieses Verhalten ist eine Metapher für Leute, die versuchen, sich von Problemen abzuschotten und sich dadurch in noch größere Gefahr zu begeben.

### Das Feuer
Das Feuer dient hier als die symbolische Darstellung der Gefahr, der die Menschen ausgesetzt sind. Doch die Gefahr ist nicht eine sofortige, denn das Feuer fängt beim Dach an und bewegt sich nur langsam zu den Menschen. Damit sind sich die Leute im Haus zwar der Gefahr bewusst, aber sie selbst denken, dass die Gefahr noch weit entfernt ist.

### Brechts Kommentar
Der Kommentar gibt eine kontemporäre Interpretation des Gleichnisses. Die Gefahr in Brechts Augen ist der Nationalsozialismus, der sich langsam in Deutschland ausbreitet. Es war ein langsamer Prozess und obwohl viele Leute die Gefahren eines Dritten Reichs vorhersahen, gab es trotzdem nur wenige, die die Gegeninitiative ergriffen. Somit wurden die Menschen im Haus, bei Brecht das deutsche Volk, vom Feuer verschlungen, bei Brecht bedeutet dies die Machtergreifung der NSDAP und die Installation Hitlers als Reichskanzler. Brecht selbst stellt sich in der Form des Buddha dar, der versucht, die Menschen Deutschlands vor der Gefahr zu warnen, doch als diese ihm kein Gehör schenken wollen, verlässt er das Land und flüchtet nach Dänemark, genau wie der Buddha auch die Leute im Haus zurückgelassen hatte.

## Wirkung/Rezeption
Das Gleichnis des Buddha dient der Demonstration. Es zeigt seinen Schülern, dass die Kunst des Schweigens und des logischen Denkens eine wichtige Fähigkeit ist. Die Aussage des Buddha stärkt auch den nachfolgenden Kommentar Brechts, da Brecht direkte Themen des Gleichnisses aufgreift und in seine Argumente einbaut.